# Alfredo De Angelis

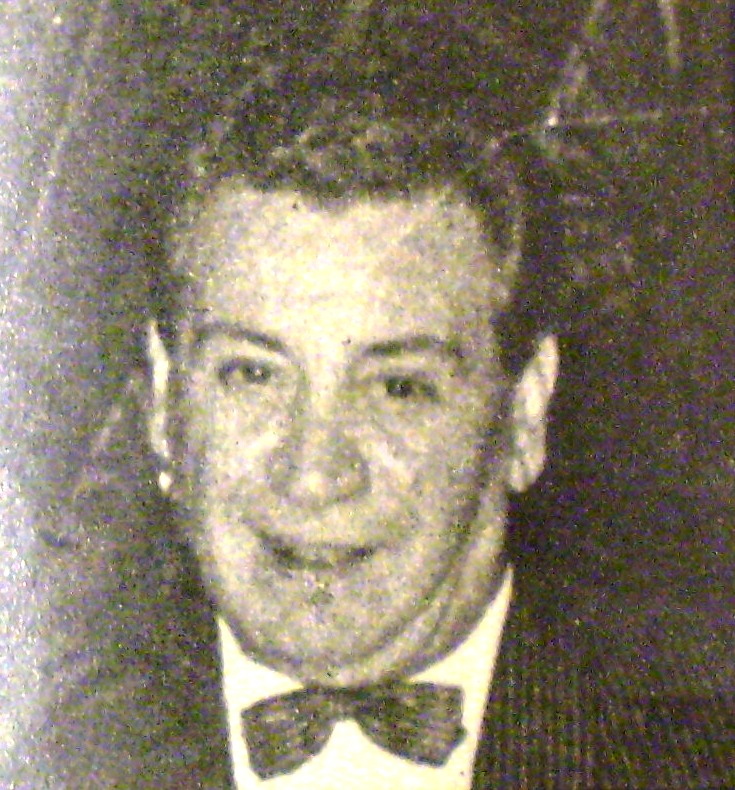
Alfredo De Angelis

Alfredo De Angelis (* 2. November 1910 in Adrogué, Provinz Buenos Aires; † 31. März 1992 in Buenos Aires) war ein argentinischer Musiker (Pianist, Bandoneonist), Bandleader und Komponist des Tango.

## Leben
De Angelis, der ein Sohn des Violinisten Virgilio De Angelis war, begann im Alter von 10 Jahren mit dem Bandoneon-Spiel. Bald darauf wechselte er aber zum Piano.
Er war zunächst Pianist im Orchester von Anselmo Aieta. Anschließend trat er dem Orchester von Daniel Álvarez bei, das sich ab 1936 Orquesta Álvarez – De Angelis nannte. Gleichzeitig war er Pianist im Orchester Los Mendocinos (unter der Leitung von Francisco Lauro).
1941 gründete Alfredo De Angelis sein eigenes Tango-Orchester, das unter dem Namen Alfredo De Angelis y su Orquesta Típica zu den besten Tango-Formationen in Buenos Aires gehörte.
Alfredo De Angelis hat über 480 Titel auf Tonträger aufgenommen.

## Werke (Auswahl)
- Alelí
- Mañana linda
- Mi cariñito
- Pastora
- Pimpollo roto
- Pregonera
- Qué lento corra el tren
- El Taladro

## Diskografie (Auswahl)

### Alfredo De Angelis y su Orquesta Típica

#### 78rpm
- Déjame así / Buenos Aires de ayer (1947)
- Justicia criolla / Rosicler (1947)

#### LPs
| - Argentine Tangos (con Osvaldo Fresedo) (1957) - Alfredo De Angelis y el Tango (1964) - A la criolla (1964) - Los grandes éxitos de Alfredo De Angelis (1964) - Alfredo De Angelis y su Orquesta Típica (1967) - Con alma de tango (1967) - La última copa (1968) - Lo mejor de … Alfredo De Angelis (1968, mit dem Sänger Oscar Larroca) - Viejo rincón (1972) - Justicia criolla (1972) - Alfredo De Angelis – canta Julio Martel (1974) | - Palpitar de Buenos Aires (1974) - Jirón porteño (1974) - Viejo rincón (1975) - Muñeca brava (1976) - La Brisa (1976) - Nobleza de arrabal (1977) - Con alma de tango (1978) - Carlos Gardel y Alfredo De Angelis – Vol. 1 (1980) - Carlos Gardel y Alfredo De Angelis – Vol. 2 (1981) - Justicia Criolla (1982) - Pregonera (1985) |

#### CDs
- Adiós marinero (1991)
- La piel de Buenos Aires (1996)
- 40 grandes éxitos (1999)